# Бархаш, Лев Львович
Лев Львович Бархаш (1894, Курск — 1974, Москва) — советский альпинист, геолог, журналист. Старший методист-консультант, ТЭУ ВЦСПС; главный геолог экспедиций геологоразведочной конторы Нижнеомринского разведрайона (1938); заведующий музеем, Ухтижемлаг (1951).
Заслуженный мастер альпинизма СССР, один из инициаторов становления массового туризма и альпинизма в СССР. Был активным членом правления Российского общества туристов (РОТ), а затем и Общества пролетарского туризма. С момента создания Общества пролетарского туризма и экскурсий — член президиума Центрального совета и заведующим научно-методическим отделом ОПТЭ.
В 1938 арестован по «делу альпинистов», в августе 1940 года он был осуждён ОСО на 8 лет лагерей «за участие в антисоветской организации». Освобожден только в августе 1955.

## Биография
В 1917 году окончил географический факультет Московского университета; до 1923 работал в Ферганской области по исследованию природных ресурсов в горах. В 1923—1925 годы — преподавал в Военной школе комсостава РККА им. Ленина; с 1925 по 1932 год работал журналистом.
В 1929—1938 годах участвовал в экспедициях АН СССР по исследованию горных областей Средней Азии.

## Арест
Впервые арестован в 1920 г. по обвинению в «связи с контрреволюционными элементами».
Заключен в тюрьму на два года, но приговор был отменен Коллегией ВЧК.
20 января 1938 г. арестован по «делу альпинистов».
Приговорен ОСО при НКВД СССР в 2 марта 1940 по обвинению в участии в контрреволюционной. организации к 8 годам ИТЛ.
После ареста и до 1946 года сидел в тюрьме; а в 1950 году — снова попадал в лагерь усиленного режима (в ухтинских лагерях). Освобожден 20 января 1946.
И в лагере, и после него, вплоть до выхода на пенсию (1958), работал геологом и главным геологом в Приуралье по поиску нефти и газа.
Арестован в 1952 г. Приговорен ОСО при МГБ СССР в сентябре 1952 г. по обвинениям дела 1938—1940 годов. Приговорен к «бессрочному поселению под надзор органов МГБ в Коми АССР». Освобожден и амнистирован в 1954 году в 1954 г.
Реабилитирован Военным Трибуналом Московского военного округа 23 января 1956 года.
В 1962 году вернулся в Москву.

## Спорт
В 1924 году участвовал в лыжном пробеге комсостава РККА из Архангельска в Москву и получил звание «почетного лыжника» ВСФК.
В 1927 году покорил Эльбрус.
В 1928—1929 году (с А. Поляковым, С. Ганецким, В. Коломенским, А. Зикеевым) обеспечивал альпинистскую помощь экспедиции Горбунова — Крыленко на Памире. В 1930 году покорил вершину Сонгути (Цей) и Бодорку (Адырсу). В 1931 участвовал в первом зимнем переходе на лыжах через Главный Кавказский и Сванский хребты.
С 1931 по 1934 год совершил более 15 первовосхождений на пятитысячники в западной части Заалайского хребта и в верховьях ледника Федченко, в хребте Академии Наук, в верховьях ледников Москва, Фортамбек, Курган-Шепан, в Заалайском хребте.
В 1934 году — заместитель Н. Крыленко в армейском походе к пику Ленина: 21 человек поднялись на высоту 7000 м, за что награждён наркомом обороны именными золотыми часами.
В 1936 году руководил инструкторской группой Второго памирского похода армейских альпинистов на пик Ленина. В 1937 году — руководитель группы из 8 человек (Е. Белецкий, С. Ганецкий, В. Мартынов, Г. Розенцвейг, А. Поляков, Б. Искин, П. Альгамбров), совершившей второе советское восхождение на п. Ленина. Награждён почетными грамотами Узбекской и Таджикской ССР, значком № 3 за восхождение на п. Ленина. В том же году руководил экспедицией на п. Сталина (Коммунизма).
Был членом комиссии по туризму ЦК ВЛКСМ и редакции газеты «Комсомольская правда», входил в правление Общества пролетарского туризма и экскурсий (ОПТЭ), в редколлегию альманаха «На суше и на море». В 1937 году избран заместителем председателя Всесоюзной секции альпинизма.

## Публикации
Автор десятка туристско-методических работ, в том числе:
- «Спутник туриста» (М., 1922);
- «На вершине Эльбруса» (М.: Огонек, 1928);
- «Первая лыжня в Сванетии» (М.: ФиТ, 1932);
- «Виды и форма туристских путешествий и экскурсий» (М.: ЦС ОПТЭ, 1934);
- «Альпинист СССР. Руководство по сдаче норм на значок „Альпинист СССР“» — М.: ФиТ, 1935.